# حمله ۲۰۱۵ به جنوب سوریه
حمله ۲۰۱۵ به جنوب سوریه که با نام رمز عملیات شهدای قنیطره (عربی: عملية شهداء القنيطرة) نیز شناخته می‌شود، نبردی بود که در جنگ داخلی سوریه توسط جبهه ارتش عربی سوریه، حزب‌الله لبنان و سپاه پاسداران انقلاب اسلامی در جنوب سوریه آغاز شد. همچنین نیروهای دولتی شامل شبه نظامیان شیعه افغانی تحت حمایت ایران (لشکر فاطمیون) نیز بودند. «نام عملیات شهدای قنیطره» به رویداد ژانویه ۲۰۱۵ مزرعه الامل که طی آن شماری از مقامات حزب‌الله لبنان و سپاه پاسداران نظیر جهاد مغنیه و سردار محمدعلی الله‌دادی در اثر حمله موشکی اسرائیل کشته شدند اشاره دارد.
پس از این که ارتش سوریه و متحدانش حدود ۱۵ شهر و روستا را بازپس‌گرفتند از سرعت این نبرد کاسته و تقریباً متوقف شد. به عقیده بسیاری این نبرد عملیاتی ناموفق بود.

## اهداف نبرد
اکتبر ۲۰۱۴ معارضان پایگاه اطلاعاتی الحاره را به کمک اطلاعات دریافتی از ژنرال محمود ابوعراج تصرف کردند. محمود ابوعراج از ژنرال‌های سابق ارتش سوریه بود که به جبهه معارضان پیوسته بود ولی دستور داشت تا در پست خود در ارتش سوریه باقی مانده و اطلاعات مورد نیاز معارضان را به آن‌ها برساند و تا حد توانش بین سوریه و متحدان ایرانیشان اختلاف ایجاد کند. بازپس‌گیری الحاره یکی از اهداف اصلی این نبرد بود.
هدف استراتژیک این نبرد بازپس‌گیری الحاره بود و از اهداف دیگر این عملیات می‌توان به از بین بردن پل ارتباطی بین معرضان و اسرائیل که توسط نیروهای جبهه النصره کنترل می‌شد، محافظت از دمشق در برابر حملات احتمالی معارضان، جلوگیری ورود معارضان به لبنان و ایجاد ایالت جنوبی و همچنین قطع مسیر حمایتی معارضان از جانب اردن اشاره کرد. به گفته برخی تحلیلگران یکی دیگر از اهداف این عملیات ایجاد لشکری برای به فرماندهی حزب‌الله برای جنگ در منطقه جولان برای مبارزه با اسرائیل بود. تمرکز این عملیات بر مناطق روستایی جنوب غربی دمشق، درعا و قنیطره بود.
طبق گفته یکی از مقامات ارشد حزب‌الله تاریخ این عملیات به دلیل کشته شدن تعدادی از فرماندهان سرشناس حزب‌الله و سپاه پاسداران در حمله موشکی اسرائیل به ارتفاعات جولان جلو انداخته شد.

## شرح نبرد

### پیشروی‌های اولیه جبهه دولت سوریه
۷ فوریه لشکر زرهی پنجم و لشکر هفتم سوریه این عملیات را در بخش شمالی استان درعا آغاز کردند. در روز اول نبرد ۱۰ تن از معارضان در نزدیکی کفر الشمس کشته شدند.
۸ فوریه نیروهای دولتی چندین شهر را در استان درعا هدف حملات موشکی قرار دادند و طی درگیری‌های شدیدی که با معارضان داشتند ۱۱ نفر از معارضان کشته شدند. سنگین‌ترین این درگیری‌ها در نزدیکی کفر الشمس رخ داد. نیروهای دولت سوریه قصد داشتند تپه استراتژیک تل مری را تصرف کنند اما موفق به پیشروی به سمت شهر دیرمکر نشدند این تپه به این دلیل برای نیروهای دولتی مهم بود که درصورت تصرف آن ارتباط معارضان با نیروهای پشتیبانیشان قطع می‌شد و خطر کمتری دمشق را تهدید می‌کرد. ۹ فوریه نیروهای دولتی وارد شهر دیر المکر شدند و در اواخر آن روز نیروهای دولتی به کمک متحدان لبنانی و ایرانی خود موفق شدند به نزدیکی دیرالعدس در استان درعا برسند. ۱۰ فوریه علاوه در درگیری در دیرالعدس توپخانه و هواپیماهای ارتش سوریه پایگاه معارضان در منطقه مسحره در شرق قنیطره را هدف قرار دادند تا ارتباط معارضان درعا با جولان را قطع کنند.

### توقف عملیات
۱۴ فوریه نیروهای دولتی پس از تصرف دیرالعدس، کفر شمس و کفر ناسج را بمباران کردند در آن روز سرهنگ عباس عبداللهی و علی سلطان مرادی دو تن از نیروهای سپاه پاسداران در درگیری‌های کفر ناسج کشته شدند.